# غازهای وحشی ۲
غازهای وحشی ۲ (به انگلیسی: Wild Geese II) یک فیلم سینمایی دلهره آور و اکشن بریتانیایی به کارگردانی پیتر آر. هانت محصول سال ۱۹۸۵ که بر اساس رمان "دایره مربع" اثر دانیل کارنی در سال ۱۹۸۲ ساخته شده‌است که در آن گروهی از مزدوران برای به خدمت گرفتن رودلف هس از زندان اشپانداو برلین استخدام می‌شوند. این فیلم دنباله ای بر فیلم غازهای وحشی (فیلم ۱۹۷۸) است. ریچارد برتون بازیگر که در اولین فیلم در نقش سرهنگ آلن فاکنر بازی کرد، قصد داشت بار دیگر نقش خود را در این قسمت تکرار کند، اما او چند روز قبل از شروع فیلمبرداری درگذشت. هیچ شخصیت دیگری از نسخه اول در این دنباله وجود ندارد.
فیلم اصلی در ایالات متحده محبوبیت خاصی نداشته‌است اما در دنیا عملکرد بهتری داشته‌است. از راجر مور خواسته شد که نقش خود را از فیلم اول تکرار کند، اما متن فیلم قسمت دوم دار را دوست نداشت.